# Tým

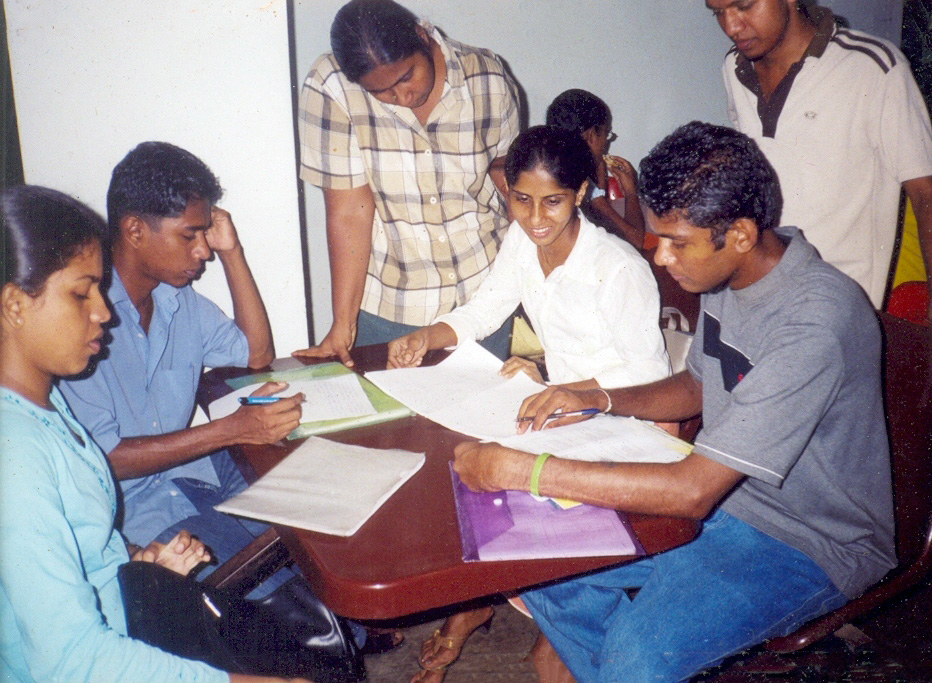
Týmová práce

Tým (z angl. team, původní význam „spřežení“) je skupina lidí, která společně plní nějaký úkol nebo chce dosáhnout určitý cíl, což je možné jen při spolupráci všech členů.
- Ve sportu označuje tým mužstvo, sportovní družstvo, případně včetně doprovodného personálu (např. trenér, lékař, technický personál apod.)
- v podniku tvoří tým skupina spolupracovníků, kteří pracují na společném úkolu – pracovní skupina.

Na rozdíl od hierarchického modelu spolupráce, kdy je větším úkolem pověřován například předák, mistr nebo velitel a je na něm, aby práci zorganizoval, týmový model klade větší důraz na „horizontální“ vztahy, na jednání, dohody a spolupráci přímo mezi jednotlivými členy. To ovšem vyžaduje, aby všichni členové měli jasno, čeho chtějí dosáhnout, a klade větší nároky na jejich samostatnost a odpovědnost. Také organizace takové spolupráce může být náročnější a výsledky sice obvykle kvalitnější, ale často časově náročnější.
Význam spolupráce lidí různých profesí na společném úkolu se objevil v polovině 20. století a slovo „tým“ se stalo téměř módou. Z výzkumů plyne, že správná velikost týmu přirozeně závisí na jeho úkolu, nicméně ze sociálně psychologického hlediska se doporučuje 5 až 12 členů, větší týmy je dobré dělit na podtýmy (podskupiny). Tým může a také nemusí mít formálního vedoucího, obojí řešení má své výhody a nevýhody.